# Giants: Citizen Kabuto
Giants: Citizen Kabuto, também conhecido como Giants, é um jogo multiplataforma, desenvolvido pela Planet Moon Studios, e publicado pela Interplay. Ele foi lançado em 2000, após muitas delongas. O jogo foi elogiado pelos seus gráficos, história humorística, e gênero inovativo de jogabilidade. O jogo misturou elementos de tiro em terceira/primeira pessoa e estratégia em tempo real. O nome do jogo significa: "Gigantes: Cidadão Kabuto".

## Jogabilidade
A campanha single-player progride diretamente em três histórias. Em cada história, o jogador assume o papel de um membro individual de uma raça separada. Na primeira história, o jogador assume o papel do Meccaryn chamado Baz. Na segunda história, o jogador joga como uma princesa Sea Reaper, a Delphi. Na terceira e última história, o jogador se torna na gigante criatura Kabuto. Muito do jogo envolve ação de tiro em terceira pessoa, que é alterável para uma perspectiva de tiro em primeira pessoa, se desejado. Mas até o fim da primeira história e em alguns níveis da segunda história, o jogo emprega elementos de estratégia em tempo real, já que o jogador tem de administrar recursos para montar as bases e armamentos necessários para proceder. Além das perspectivas de terceira e primeira pessoa, a história de Kabuto permite “Mouth-Cam” (que significa “Câmera-Boca”) e vistas da pisadas do pé/mastigação de presas.

## Sinopse
A história centra ao redor de um planeta onde a população local, conhecida como Smarties (uma raça muito semelhante a gnomos, que gostam muito de festejar e beber), são constantemente oprimidos pelos Sea Reapers. Também residindo nesse planeta está um gigante chamado Kabuto que é considerado uma grande ameaça. Essa é a hostil situação a que os Meccaryns são introduzidos quando eles colidem no planeta. O jogo é dividido em três seções, onde o jogador controla um dos três lados em cada seção: uma como os Meccaryns, outra como a princesa Sea Reaper rebelde Delphi, e a parte final como um Kabuto.

## Censura
No primeiro lançamento de Giants, o jogo foi censurado por dar um alto índice de violência e conteúdo sexual. As mudanças foram feitas no sangue dos Sea Reaper, trocando a cor do mesmo de vermelho para verde, e nas véstias de Delphi, pois ela não possuía nada mais do que uma saia, deixando seus seios à mostra. Na mudança, ela passou a usar um biquíni em conjunto da saia.

## Críticas
O jogo foi criticado por seus inúmeros defeitos, mau desempenho e, a impossibilidade de salvar o progresso no jogo na versão para Windows. Em relação à jogos multijogador, o jogo nunca se tornou muito popular como Quake, pois continha muitos defeitos nessa parte. Muitos dos erros foram corrigidos no patch 1.497, que melhorava os gráficos, dava mais possibilidades na versão multiplayer, etc. Uma versão para Xbox estava em desenvolvimento, mas nunca foi lançada, por causa do declínio financeiro da Interplay.